# Vatromet
Vatromet (vatra+meta) označava prikaz pri kojim se eksplozivne pirotehničke naprave i projektili koordinirano pale radi zabave. Vatromet je naprava s raketnim motorom i ekplozivnom (bojnom) glavom koja je na zapaljivi stupanj prijenosa, a ne na udar. Vatromete II. i III. razreda nije dozvoljeno koristiti u blizini bolesnika, domova za starije osobe, autocesta, naftovoda, uz transformatorske postaje i ostale izvore elektromagnetskog zračenja te objekte sa zapaljivim tvarima.
Svijetlećim česticama u raznim bojama, koje se nastaju izgorjevanjem ili eksplozijama pirotehničkih proizvoda, mogu se postiči različiti svjetlosni efekti.

## Povijest
Prema nekim pretpostavkama, prvi vatromet stvoren je sasvim slučajno, u drevnoj Kini, pa su upravo za taj izum star nekoliko tisuća godina upravo zaslužni oni. Do današnjih dana je sačuvana legenda o eksplozivnoj smjesi koju su stvorili alkemičari u jednoj od mnogobrojnih poljskih kuhinja u Kini miješanjem sumpora, kalijeva nitrata i drvenog ugljena, sastojaka koji su se u to vrijeme često mogli naći u kineskim kuhinjama. Ovi sastojci su stavljani u bambusovu šupljinu kao raketni pogon, a kako bi motor dogorio do bojne glave, koja je napravljena bila od kokosove šupljine, dolazilo bi do praska i rasprskavanja kokosa napunjenog sličnim materijama.
Neki podaci ukazuju na to da je prvi vatromet nastao u vrijeme dinastije Song u 9. stoljeću, a njegov nastanak povezan je s imenom kineskog monaha Li Tijana, koji je živio u to doba. Prije tisuću godina, vatromet je korišten da bi se obilježili važni događaji u porodici, ali i šire, poput rođenja, rođendana ili smrti. Nekada je vatromet korišten i u ritualne svrhe, da bi se protjerali zli duhovi, a Kineska nova godina je gotovo uvijek proslavljana uz vatromet. Pronalazak baruta uticao je i na usavršavanje vatrometa, a prenošenjem ovog otkrića na Stari kontinent, za što je bio zaslužan Marko Polo, u 13. vijeku i u Europi polako počinje da se upotrebljava vatromet. Talijani su prvi počeli da koriste barut kao punjenje za vatrene rakete, a njihovim stopama ubrzo su krenuli i Nijemci. Ove dvije zemlje bile su glavni proizvođači vatrometa u 18. vijeku. I Englezi su bili fascinirani ovom vrstom zabave, koja se često koristila prilikom svečanosti na dvoru, a o vatrometu u svojim djelima piše i William Shakespeare.
Vatromet se često koristi za uljepšavanje raznih svečanosti, manifestacija, godišnjica u svim dijelovima naše planete. Ipak, ovaj pronalazak nije proizvod modernog doba, već je star više od tisuću godina. U najveselijoj noći vatrometi su parali nebo iznad velikih gradova širom sveta. Blistavi šareni krugovi, tisuće zvjezdica koje su padale i žarke boje na šarama koje su ukrašavale nebeski svod, doprinijeli su da ulazak u Novu godinu bude još svečaniji i ljepši.
Moderna tehnologija učinila je svoje, pa se danas mogu kupiti najrazličitije vrste vatrometa, ovisi o proslavi, ali i materijalnih mogućnosti. Ima ih raznih brzina i boja, što ovisi od proslave do proslave. I dalje su među najpoznatijim proizvođačima ove vrste zabave Kinezi, iako je svjetska konkurencija u ovoj oblasti izuzetno oštra, i zbog zakonskih regulativa.

## Vanjske poveznice
|  | Zajednički poslužitelj ima stranicu o temi Vatromet                |
|  | Zajednički poslužitelj ima još gradiva o temi Vatromet             |
|  | Zajednički poslužitelj ima još gradiva o temi Vatromet u Hrvatskoj |